# The Best Damn Thing
The Best Damn Thing — третій альбом канадської рок-виконавиці Авріл Лавін. Вийшов у квітні 2007 року. У піснях прослідковується творче дорослішання Авріл — з'явились партії, виконані на класичних музичних інструментах, на приклад, фортепіанні балади «Innocence» і «When You're Gone». Сингл «Girlfriend» доводять, що Авріл Лавінь прекрасно комбінує разноманітні жанри. Композиція ж «Keep Holding On» стала саундтреком фільму «Ерагон» (2007).

## Список пісень
| #   | Назва                     | Автор                           | Продюсер(и)                        | Тривалість |
| --- | ------------------------- | ------------------------------- | ---------------------------------- | ---------- |
| 1.  | «Girlfriend»              | Лавін, Dr. Luke                 | Dr. Luke, Метт Беклі, Стівен Вульф | 3:37       |
| 2.  | «I Can Do Better»         | Лавін, Dr. Luke                 | Dr. Luke, Беклі, Вульф             | 3:17       |
| 3.  | «Runaway»                 | Лавін, Dr. Luke, Кара ДіоГуарді | Dr. Luke, Беклі, Вульф             | 3:48       |
| 4.  | «The Best Damn Thing»     | Лавін, Бутч Вокер               | Бутч Вокер                         | 3:10       |
| 5.  | «When You're Gone»        | Лавін, Вокер                    | Вокер                              | 4:00       |
| 6.  | «Everything Back But You» | Лавін, Волкер                   | Волкер                             | 3:03       |
| 7.  | «Hot»                     | Лавін, Эван Тобенфельд          | Dr. Luke, Беклі, Вульф             | 3:23       |
| 8.  | «Innocence»               | Лавін, Тобенфельд               | Роб Кавалло                        | 3:53       |
| 9.  | «I Don't Have to Try»     | Лавін, Dr. Luke                 | Dr. Luke, Беклі, Вульф             | 3:17       |
| 10. | «One of Those Girls»      | Лавін, Тобенфельд               | Дерик Віблі                        | 2:56       |
| 11. | «Contagious»              | Лавін, Тобенфельд               | Вібли                              | 2:10       |
| 12. | «Keep Holding On»         | Лавін, Dr. Luke                 | Dr. Luke, Беклі                    | 4:00       |

## Чарти
| Чарт (2007)                                          | Найвища позиція |
| ---------------------------------------------------- | --------------- |
| Австралія Australian Albums (ARIA)                   | 2               |
| Австрія Austrian Albums (Ö3 Austria)                 | 1               |
| Бельгія Belgian Albums (Ultratop Flanders)           | 9               |
| Бельгія Belgian Albums (Ultratop Wallonia)           | 4               |
| Канада Canadian Albums (Billboard)                   | 1               |
| Данія Danish Albums (Hitlisten)                      | 5               |
| Нідерланди Dutch Albums (MegaCharts)                 | 8               |
| European Albums (Billboard)                          | 1               |
| Фінляндія Finnish Albums (Suomen virallinen lista)   | 8               |
| Франція French Albums (SNEP)                         | 3               |
| Німеччина German Albums (Offizielle Top 100)         | 1               |
| Greek Albums (IFPI)                                  | 1               |
| Угорщина Hungarian Albums (MAHASZ)                   | 7               |
| Ірландія Irish Albums (IRMA)                         | 1               |
| Італія Italian Albums (FIMI)                         | 1               |
| Japanese Albums (Oricon)                             | 1               |
| Mexican Albums (Top 100 Mexico)                      | 1               |
| Нова Зеландія New Zealand Albums (Recorded Music NZ) | 2               |
| Норвегія Norwegian Albums (VG-lista)                 | 18              |
| Польща Polish Albums (ZPAV)                          | 4               |
| Португалія Portuguese Albums (AFP)                   | 9               |
| Шотландія Scottish Albums (OCC)                      | 1               |
| Іспанія Spanish Albums (PROMUSICAE)                  | 9               |
| Швеція Swedish Albums (Sverigetopplistan)            | 6               |
| Швейцарія Swiss Albums (Schweizer Hitparade)         | 2               |
| Велика Британія UK Albums (OCC)                      | 1               |
| США Billboard 200                                    | 1               |
| США Top Alternative Albums (Billboard)               | 6               |

| Чарт (2007)              | Найвища позиція |
| ------------------------ | --------------- |
| Argentine Albums (CAPIF) | 7               |

| Чарт (2007)                        | Позиція |
| ---------------------------------- | ------- |
| Argentine Albums (CAPIF)           | 19      |
| Australian Albums (ARIA)           | 19      |
| Austrian Albums (Ö3 Austria)       | 22      |
| Belgian Albums (Ultratop Flanders) | 74      |
| Belgian Albums (Ultratop Wallonia) | 44      |
| European Albums (Billboard)        | 12      |
| French Albums (SNEP)               | 38      |
| German Albums (Offizielle Top 100) | 20      |
| Hungarian Albums (MAHASZ)          | 35      |
| Italian Albums (FIMI)              | 21      |
| Japanese Albums (Oricon)           | 4       |
| Mexican Albums (Top 100 Mexico)    | 24      |
| New Zealand Albums (RMNZ)          | 33      |
| Swiss Albums (Schweizer Hitparade) | 18      |
| UK Albums (OCC)                    | 34      |
| US Billboard 200                   | 25      |
| Worldwide Albums (IFPI)            | 4       |

| Чарт (2008)      | Позиція |
| ---------------- | ------- |
| US Billboard 200 | 176     |

## Сертифікації
| Регіон | Сертифікація  | Продажі    |
| --- | ------------- | ---------- |
| Аргентина (CAPIF) | Платиновий    | 40 000^    |
| Австралія (ARIA) | 2× Платиновий | 140 000^   |
| Австрія (IFPI Austria) | Платиновий    | 20 000*    |
| Бельгія (BEA) | Золотий       | 25 000*    |
| Бразилія (ABPD) | Платиновий    | 60 000*    |
| Канада (Music Canada) | 2× Платиновий | 279,000    |
| Франція (SNEP) | Золотий       | 75 000*    |
| Німеччина (BVMI) | Платиновий    | 200 000    |
| Греція (IFPI Greece) | Золотий       | 7500^      |
| Угорщина (Mahasz) | Золотий       | 3000^      |
| Ірландія (IRMA) | 2× Платиновий | 30 000^    |
| Італія | —             | 120,000    |
| Японія (RIAJ) | Мільйонний    | 1 000 000^ |
| Мексика (AMPROFON) | Платиновий    | 100 000^   |
| Нова Зеландія (RIANZ) | Золотий       | 7500^      |
| Польща (ZPAV) | Золотий       | 10 000*    |
| Португалія (AFP) | Золотий       | 10 000^    |
| Росія (NFPF) | 4× Платиновий | 80 000*    |
| Південна Корея | —             | 18,260     |
| Швейцарія (IFPI Switzerland) | Платиновий    | 30 000^    |
| Велика Британія (BPI) | Платиновий    | 491,000    |
| США (RIAA) | 2× Платиновий | 2 000 000^ |
| Підсумки |               |            |
| Європа (IFPI) | Платиновий    | 1 000 000* |
| Worldwide | —             | 6,000,000  |
| *продажі, що базуються лише на сертифікаціях · ^відвантаження, що базуються лише на сертифікаціях · продажі+прослуховування, що базуються лише на сертифікаціях |               |            |